# Pavimentum
Pavimentum – kwadratowa, wypoziomowana, zbudowana z cegieł platforma, z której Mikołaj Kopernik prawdopodobnie prowadził obserwacje nieba.
Naukowcy doszli do przekonania, że Mikołaj Kopernik nie prowadził obserwacji „obrotów ciał niebieskich” z drewnianego ganka wieży, jak to na swoim obrazie Astronom Kopernik, czyli rozmowa z Bogiem przedstawił Jan Matejko, ale raczej służyło mu do tego zaginione pavimentum, które sam wykonał w ogrodzie swojego domu. Na tym podeście badawczym astronom ustawiał przyrządy pomiarowe i obserwował niebo. Dzięki temu mógł prowadzić co wieczór badania z tej samej, równej i stabilnej powierzchni, co pozwalało mu uzyskać dokładniejsze wyniki pomiarów.
Pierwsze poszukiwania pavimentum prowadzono w latach sześćdziesiątych XX w., jednak w złym miejscu. W 2009 prowadzono poszukiwania w części ogrodowej kanonii św. Stanisława we Fromborku, jednak pavimentum nie odnaleziono.
Z okazji Roku Mikołaja Kopernika, 28 października 2023 odsłonięto w Brzesku w małopolsce pierwszą na świecie rekonstrukcję pavimentum w formie platformy edukacyjnej.